# Kpalimé

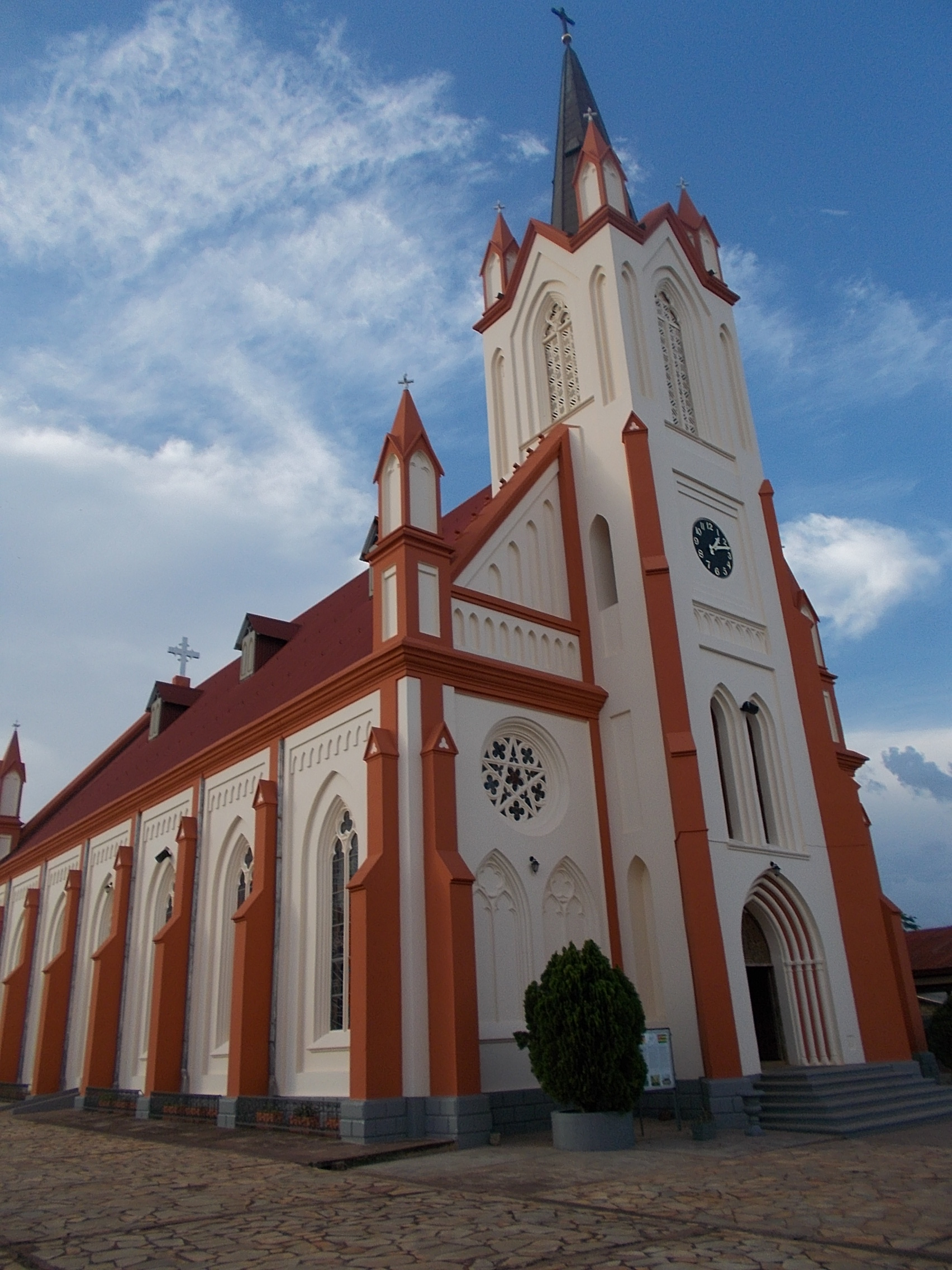
Kathedrale Saint-Esprit

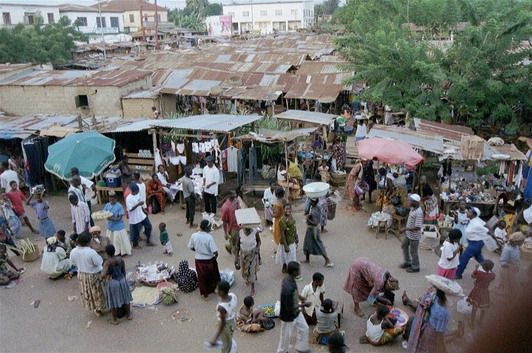
Zentralmarkt in Kpalimé

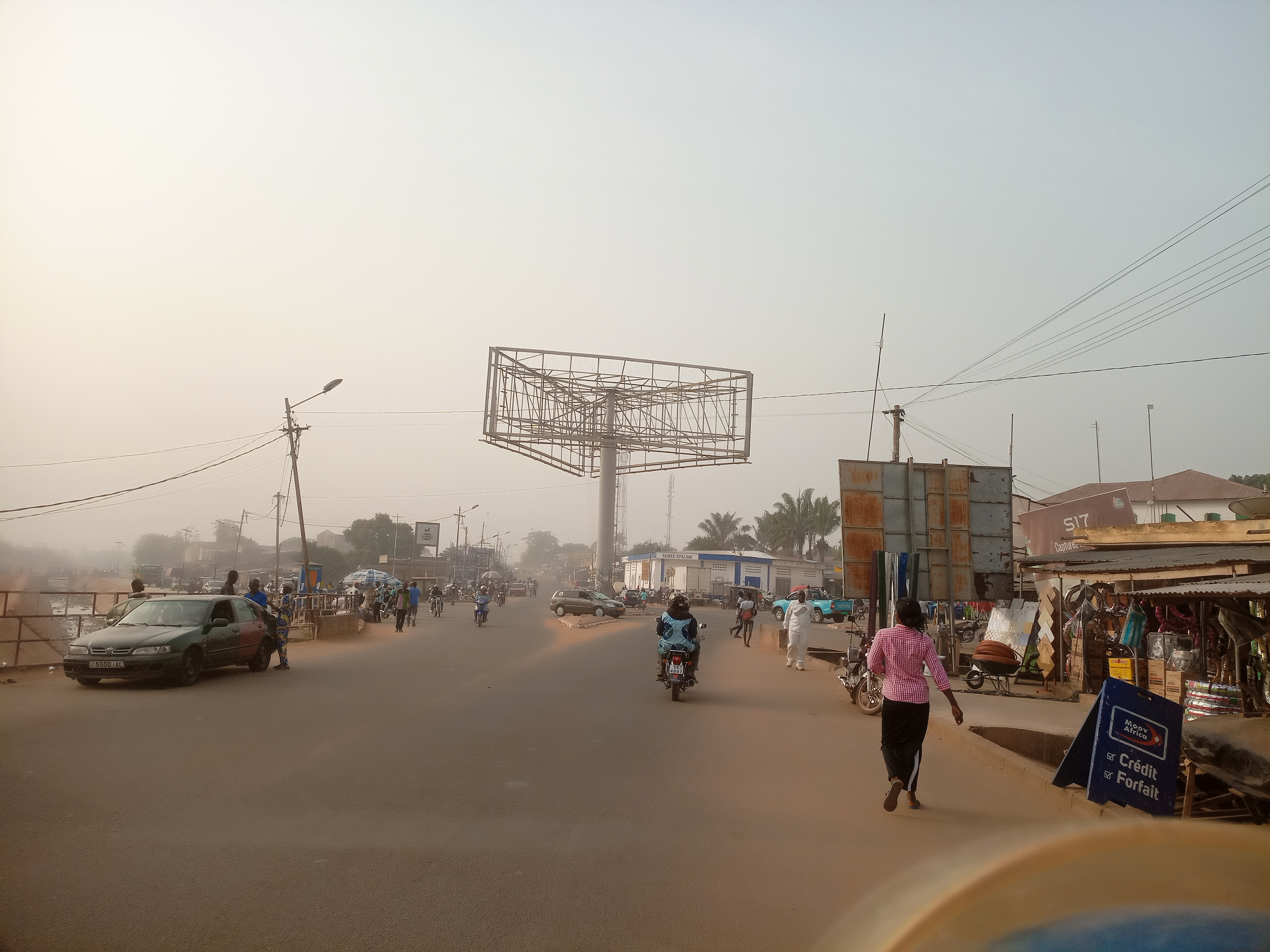
Straßenkreuzung in Kpalimé

Kpalimé (auch Agomé-Kpalimé), Ewe und dt. auch (Agome-)Kpalime, früher meist (Agomé-)Palimé oder (Agome-)Palime, mit etwa 90.000 Einwohnern die viertgrößte Stadt Togos und Hauptort der Präfektur Kloto in der Region Plateaux. Die Kommune Kpalimé ging 2017 in der Kommune Kloto 1, einer der drei Gemeinden in Kloto, auf. Durch die Stadt führt die togolesische Nationalstraße N5 von Lomé nach Atakpamé.
Wegen des Klimas und der Berglandschaft war die Stadt zu Kolonialzeiten ein beliebtes Urlaubsziel. Heute ist die Stadt bekannt für ihren Stoff- und Fruchtmarkt, der dienstags und samstags stattfindet. Kpalimé war das Zentrum des togoischen Kaffee-, Kakao- und Citrusanbaus. Der Wirtschaftszweig ist aber faktisch nicht mehr vorhanden.
Kpalimé ist Sitz des römisch-katholischen Bistums Kpalimé. Bischofskirche ist die Cathédrale Saint Esprit de Kpalimé.

## Geografie

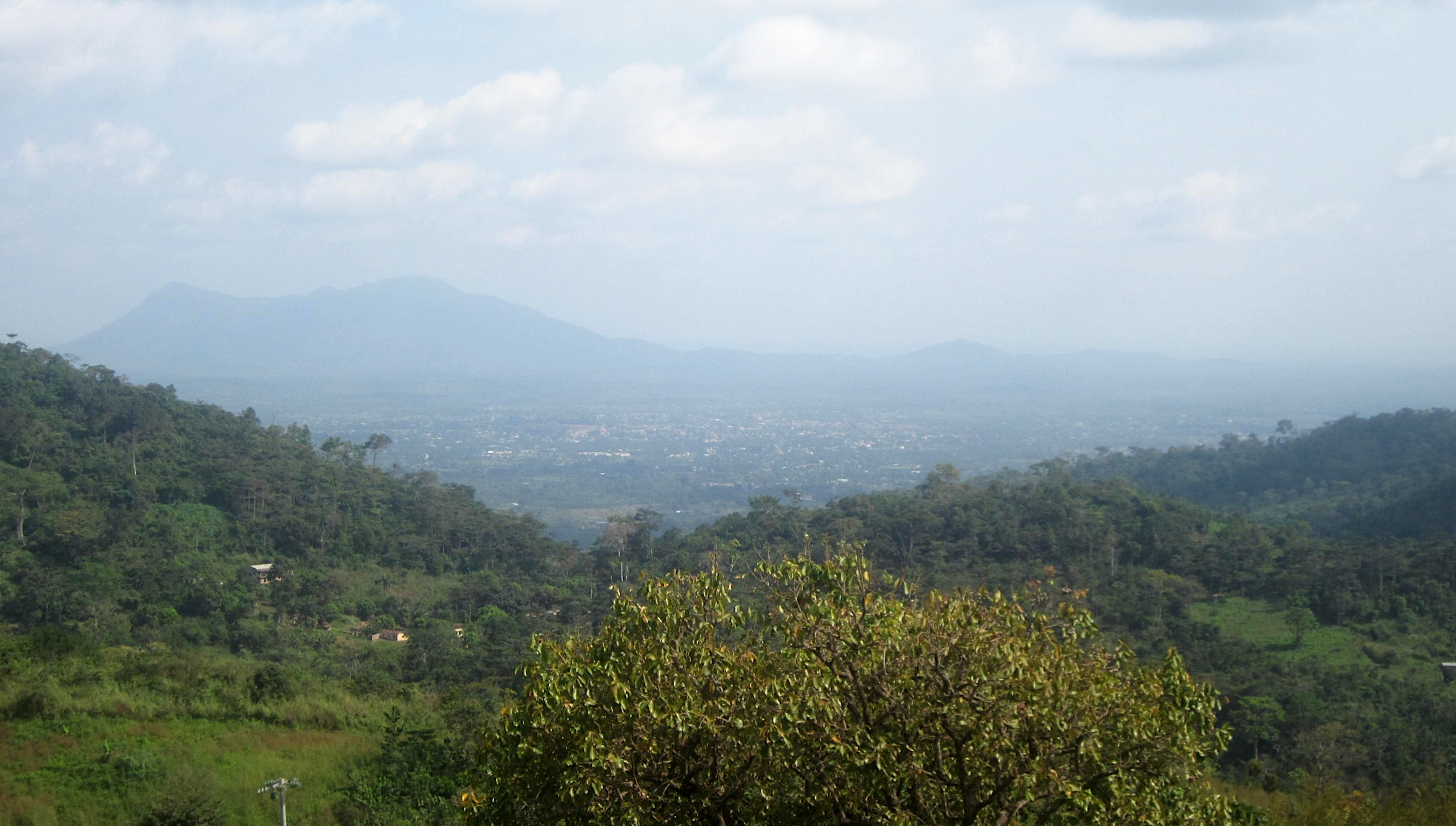
Blick aus dem Togogebirge auf Kpalimé, im Hintergrund der Mont Agou (2012)

Kpalimé liegt im Südwesten Togos nahe der Grenze zu Ghana, etwa 110 km von der Hauptstadt Lomé und 100 km von Atakpamé entfernt. Die Stadt liegt am Rande der Rumpffläche, die sich von der Küste bis zum Togogebirge zieht. Der etwa 300 m hohe Osthang des Gebirges mit dem Mont Kloto (824 m) befindet sich nordwestlich von Kpalimé. Das Stadtgebiet ist etwa 35 km² groß und liegt in einer eher flachen Senke auf circa 220 m Höhe. Südlich wird diese von den Hügeln von Kpadapé (483 m), östlich vom Mont Agou (986 m) begrenzt.
Die Gemeinde Kloto 1 zählt mit einem Jahresniederschlag von 1 700 mm  zu den regenreichsten Regionen in Togo. Das Klima ist feucht-tropisch mit vier ausgeprägten Jahreszeiten (je zwei Regen- und Trockenzeiten) und einer Durchschnittstemperatur von 28 °C.
Das Gemeindegebiet von Kloto 1 ist von zahlreichen Bächen durchzogen, die überwiegend in die Flüsse Hétoe und Wouto entwässern. Durch das Stadtgebiet von Kpalimé selber fließen die Bäche Agbassiandi und Hè/Ehè, die sich in der Ortsmitte treffen, sowie einige kleinere Bäche (Adedze, Bla, Danyi, Kpégolo). Sie laufen nach Süden vereinigt dem Todzie zu.
Die Stadt liegt im historischen Siedlungsgebiet der Ewe. Die Kommune Kloto 1 wurde 2017 gebildet und umfasst seitdem acht Kantone:
- Gbalave
- Hanyigba
- Kpadapé
- (Agomé-)Kpalimé: Gebiet der Vorgängergemeinde, nochmal in 36 Stadtquartiere (quartiers) unterteilt
- Tomé
- Tové
- Wome
- Yokélé

## Geschichte

### Vorkoloniale Geschichte

Agome-Kpalime (vor 1910)

Kpalimé war ein Wohnort der Agome, einer Ewe-Gruppe. Sie flohen wie viele weitere Gruppen gegen Ende des 17. Jahrhunderts aus Notsé nach Westen. Sie lebten zunächst höher in den Bergen am Mont Kloto. Die Agome sollen sich um 1700 in fünf kleinere Gruppen getrennt haben, die je ein eigenes Dorf talabwärts gründeten (Agomé-Tomégbé, Agomé-Kpodzi, Agomé-Kusuntu und Agomé-Yoh). Die letzte Gruppe siedelte am weitesten außerhalb, zwischen den Agome-Siedlungen und dem Gebiet der Aguawó und der Hanyigba. Sie nannten den Ort Agomé-Kpalimé. Der Name soll vom Ewe-Wort für „Kreuzung“ kommen.

### Kolonialzeit

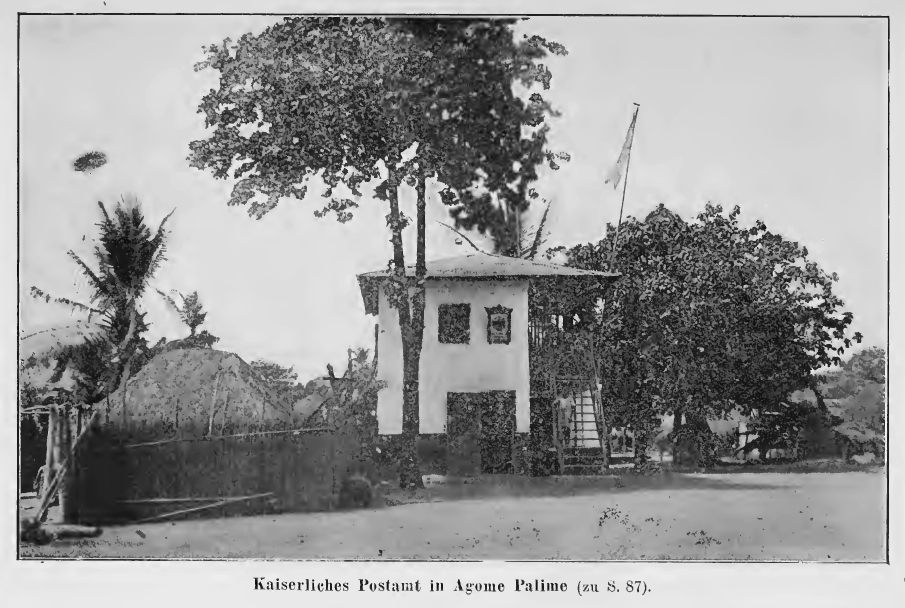
Deutsches Postamt in Agome-Palime (vor 1906)

1884 wurde die Deutsche Kolonie Togo gegründet. Nachdem einige Missionare Kpalimé besucht hatten, brachte die Kolonialverwaltung unter Ernst Falkenthal im August 1887 das Agome-Gebiet unter ihre Kontrolle. Im Mai 1890 legte man die Station Misahöhe an, die etwa neun Kilometer westlich von Kpalimé am Berghang lag. Sie sicherte auch den Weg über das Togogebirge (Von François-Pass genannt) nach Kpandu. Misahöhe war offiziell Sitz des gleichnamigen Bezirks, aber Palime oder Agome-Palime, wie der Ort kolonial genannt wurde, wurde dessen wirtschaftliches Zentrum. Aufgrund seiner verkehrsgünstigen Lage entwickelte sich Palime zu einem wichtigen Handels- und Marktort. Er war Sitz eines Regierungsarztes und eines kolonialen Polizei- und Zollbeamten, die katholische Steyler Mission und die evangelische Norddeutsche Missionsgesellschaft bauten jeweils eine Station und eine Kirche. Zahlreiche Faktoreien siedelten sich an, die Deutsche Togogesellschaft betrieb eine Baumwoll-Ginnerei. 1907 erreichte die Inlandbahn Palime und verband den Ort mit der Hafenstadt Lomé. Die deutsche Kolonialregierung errichtete auch ein kleines öffentliches Krankenhaus in Palime, das zu den ältesten im heutigen Togo zählt.
Im Ersten Weltkrieg wurde die deutsche Kolonie von den Briten besetzt. Nachher kam Kpalimé (Palimé) zu Französisch-Togo. Als Handelszentrum blieb der Ort bedeutend: 1926 gab es 23 Lagerhäuser, von denen vier von Europäern und der Rest von syrischstämmigen und lokalen Händlern betrieben wurde. Auch die Deutsche Togogesellschaft, die nach dem Krieg enteignet worden war, kam 1928 wieder nach Palimé. Im November 1936 zog die Kolonialverwaltung des Distrikts von Misahöhe nach Palimé. Im Ort wurden neue Verwaltungsgebäude gebaut. In den 1950er-Jahren richtete die Kolonialregierung erstmals Kommunalverwaltungen in sieben Städten Togos ein, darunter auch in Palimé. 1951 wird die erste Kommunalwahl durchgeführt, 1959 wird Kpalime zur vollwertigen Gemeinde und die zweite Wahl wird abgehalten. Seit 1957 gibt es im Ort eine weiterführende Schule.

### Bevölkerungsentwicklung
- 1903: 730 „Eingeborene“ und 5 Deutsche[12]
- 1960: 11.954 Ortsansässige und 997 Besuchende[13]

## Essen
Zu den lokalen Spezialitäten gehören Palmwein und gegrilltes Hühnchen oder gegrillter Fisch, serviert mit Fufu und Erdnusssauce.

## Sehenswürdigkeiten
In der Stadt befindet sich eine Kathedrale.
Die Gegend um Kpalimé ist bekannt für die landschaftliche Schönheit und das tropische Klima. Der Berg Agou und der Berg Kloto bieten an klaren Tagen eine Sicht auf den Volta-Stausee. Zudem befinden sich mehrere Wasserfälle (Tomegbe, Kpoeta, Woatti, Woma, Ykpa, Aklowa, Kpima und Amegape), Kaffee- und Kakaoplantagen in der unmittelbaren Umgebung.
Weitere Attraktionen in der Nähe:
- Das Benediktinerkloster Abbaye de l'Ascension in Dzogbégan, 1961 von französischen Mönchen gegründet[14]
- Das Château Vial, das präsidiale Schloss nahe Kouma Konda[15]

In Kpalimé sind noch einige Spuren aus der Zeit der Deutschen Kolonie Togo (1884–1919) zu finden:
- Heiliggeist-Kathedrale (Kathedrale Saint-Esprit), 2003 aufwändig vom Bistum Rottenburg-Stuttgart renoviert
- Reste der von Deutschen erbauten Bahnstrecke Lomé–Kpalimé und der ehemalige Bahnhof Kpalimé, eingeweiht zu Kaisers Geburtstag 1907
- Deutsche Kolonialstation Misahohé mit deutschem Friedhof, benannt nach Missa von Esterházy, der Jugendliebe des ersten dortigen Konsuls Jesko von Puttkamer.

## Partnerschaften
Partnergemeinden von Kpalimé sind Bressuire (seit 1991) in der französischen Region Nouvelle-Aquitaine und Maré (seit 2008) innerhalb der zu Frankreich gehörenden gehörende Inselgruppe Neukaledonien im südlichen Pazifik.

## Persönlichkeiten
- Cornélius Yao Azaglo Augustt (1924–2001), Fotograf
- Alban Sabah (* 1992), Fußballspieler

## Belege
1. ↑  brockhaus.de
2. ↑  Palimé. In: Encyclopædia Britannica. Abgerufen am 23. Juni 2021 (englisch).
3. 1 2 3 4 5 6 7  Gabriel Kwami Nyassogbo: Urban-Rural Interactions in Sub-Saharan Africa. The case of Palimé and its Hinterland in South-Western Togo. In: Jonathan Baker (Hrsg.): Rural-urban dynamics in Francophone Africa. Nordiska Afrikainstitutet, Uppsala 1997, ISBN 91-7106-401-X, S. 51–64, urn:nbn:se:nai:diva-262 (englisch).
4. ↑  Ministère de l’Urbanisme, de l’Habitat et du Cadre de Vie (Hrsg.): Projet d’Infrastructures et de Développement Urbain (PIDU). CADRE DE GESTION ENVIRONNEMENTALE ET SOCIALE (CGES). April 2018, S. 11 f. (französisch, gouv.tg [PDF]).
5. ↑  Aspects Physiques. In: Kloto-1 / Kpalimé. Abgerufen am 23. Juni 2021 (französisch).
6. 1 2  Ministère de l’Urbanisme, de l’Habitat et du Cadre de Vie (Hrsg.): Projet d’Infrastructures et de Développement Urbain (PIDU). CADRE DE GESTION ENVIRONNEMENTALE ET SOCIALE (CGES). April 2018, S. 10 (französisch, gouv.tg [PDF]).
7. ↑  Presentation de la commune de Kloto 1. In: Kloto-1 / Kpalimé. Abgerufen am 24. Juni 2021 (französisch).
8. ↑  Cantons. In: Kloto-1 / Kpalimé. Abgerufen am 24. Juni 2021 (französisch).
9. ↑  Plan de Ville. In: Kloto-1 / Kpalimé. Abgerufen am 23. Juni 2021 (französisch).
10. 1 2  Historique. In: Kloto-1 / Kpalimé. Abgerufen am 24. Juni 2021 (französisch).
11. ↑  v. Zech.: Palime. In: Heinrich Schnee (Hrsg.): Deutsches Kolonial-Lexikon. Band 3. Quelle & Meyer, 1920, S. 85 (archive.org).
12. ↑  Palime. In: Meyers Großes Konversations-Lexikon. 6. Auflage. Band 15: Öhmichen–Plakatschriften. Bibliographisches Institut, Leipzig / Wien 1908, S. 331 (Digitalisat. zeno.org).
13. ↑  Ministère des Finances et des Affaires Economiques. Service de la Statistique Générale: Recensement général de la population du Togo 1958-1960. Band 5. Lomé 1960, S. 7 (ceped.org [PDF]).
14. ↑  Abbaye de lAscension de Danyi Dzogbégan-TOGO: Abbaye de lAscension de Danyi Dzogbégan-TOGO. Abgerufen am 19. Mai 2018.
15. ↑  Kabossy: Kpalimé, Château Vial. 23. März 2009, abgerufen am 19. Mai 2018.
16. ↑  Website Kpalimé (Memento vom 19. Oktober 2016 im Internet Archive)